# Álex Pineda Chacón
Álex Mauricio Pineda Chacón (* 19. Dezember 1969 in Santa Cruz de Yojoa, Cortes, Honduras) ist ein ehemaliger honduranischer Fußballspieler. Von 1992 bis 2000 lief er insgesamt 45 mal für die Honduranische Fußballnationalmannschaft auf. 2001 wurde er als Spieler der Miami Fusion sowohl MVP, als auch Torschützenkönig der Major League Soccer.

## Karriere als Spieler

### Verein
Den größten Teil seiner fußballerischen Laufbahn verbrachte Pineda Chacón bei CD Olimpia, dem Rekordmeister seines Heimatlandes, wo er 1988 sein Profidebüt gab. Gleich zu Beginn seiner Karriere konnte er 1988 mit Olimpia den CONCACAF Champions Cup sowie anschließend 1989 und 1992 zwei honduranische Meisterschaften gewinnen. 1993 wechselte er zum ersten Mal ins Ausland und spielte für UAT Correcaminos in der Primera División in Mexiko. Anschließend wechselte er nach Peru zu Sporting Cristal, wo er wieder eine nationale Meisterschaft feiern konnte. Von 1995 bis 1998 spielte er zum zweiten Mal für mehrere Jahre bei seinem Heimatclub CD Olimpia und gewann weitere vier Meisterschaften. Nach einer kurzen Rückkehr nach Mexiko zu seinem alten Club UAT Correcaminos und einem weiteren Engagement bei Olimpia wechselte er 2001 zu Miami Fusion in die Major League Soccer (MLS). In seinem ersten Jahr in den USA wurde er mit 19 Toren Torschützenkönig sowie zum Most Valuable Player der MLS gewählt. In den folgenden Jahren spielte er für weitere Klubs in der MLS, unter anderem Los Angeles Galaxy und Columbus Crew. 2004 beendete er seine Karriere bei den Atlanta Silverbacks in der USL A-League, zum damaligen Zeitpunkt die zweithöchste professionelle Fußballliga in den USA.

### Nationalmannschaft
Am 5. Dezember 1992 gab Pineda Chacón sein Nationalmannschaftsdebüt, als er beim 2:1-Sieg gegen Costa Rica in der WM-Qualifikation eingewechselt wurde. Bis zum Ende seiner Nationalmannschaftskarriere im Jahr 2000 brachte er es auf 45 Einsätze und fünf Tore. Er nahm an den CONCACAF-Kontinentalturnieren 1993, 1996, 1998 und 2000 teil. 

## Karriere als Trainer
Pineda Chacón wurde 2007 Co-Trainer bei den Atlanta Silverbacks. Als die Silverbacks 2009 und 2010 zwei Jahre nicht am Spielbetrieb teilnahmen, war er Trainer im Nachwuchsbereich bei Forsyth Fusion, bevor er wieder seine Co-Trainerstelle bei den Silverbacks besetzte. Ende 2011 wurde er dort Cheftrainer. Nach einer Serie von sieglosen Spielen wurde er im Juni 2012 entlassen. 

## Expertentätigkeit im TV
Zur Weltmeisterschaft 2022 war Pineda Chacón als TV-Experte beim mexikanischen Sender TVC Deportes im Einsatz.

## Erfolge und Auszeichnungen

### Titel
- Honduranische Meisterschaft (6): 1989, 1992, 1995, 1996, 1998, 2000
- Peruanische Meisterschaft: 1995
- CONCACAF Champions Cup: 1988

### Individuell
- Torschützenkönig der Honduranischen Meisterschaft: 1992
- MVP der MLS: 2001
- Torschützenkönig der MLS: 2001
- MLS Best XI: 2001